# Protoxerus
Protoxerus es un género de roedores de la familia Sciuridae. Se distribuyen por el África subsahariana.

## Especies
Se reconocen las siguientes:
- Protoxerus aubinnii (Gray, 1873)
- Protoxerus stangeri (Waterhouse, 1842)